# 新井富雄
新井 富雄（あらい とみお、1950年 - ）は、日本のエコノミスト。東京大学名誉教授。日本証券アナリスト協会副会長。元年金積立金管理運用独立行政法人運用委員長。元日本ファイナンス学会会長。

## 人物・経歴
1973年早稲田大学政治経済学部経済学科卒業、野村総合研究所入社。野村総合研究所企業調査部、ノムラ・リサーチ・インスティテュート・アメリカ、野村総合研究所金融技術研究部、野村総合研究所システムサイエンス部、財団法人野村マネジメント・スクール等で勤務し、1977年にはペンシルバニア大学ウォートン・スクールの修士課程も修了した。2000年財団法人野村マネジメントスクール研究理事。2004年東京大学大学院経済学研究科・経済学部教授。2006年日本ファイナンス学会会長。2009年日本証券アナリスト協会副会長。2014年東京大学名誉教授。2016年年金積立金管理運用独立行政法人運用委員会委員長。2017年年金積立金管理運用独立行政法人経営委員会委員長代理。

## 著書
- 『デリバティブ入門 : ビジネス・ゼミナール』（高橋誠と共著）日本経済新聞社 1996年
- 『資本市場とコーポレート・ファイナンス』（渡辺茂, 太田智之と共編著）中央経済社 1999年
- 『現代の財務管理』（榊原茂樹, 菊池誠一と共著）有斐閣 2003年
- 『コーポレート・ファイナンス : 基礎と応用』（高橋文郎, 芹田敏夫と共著）中央経済社 2016年